# Volvo 850
Volvo 850  — среднеразмерный автомобиль производства компании Volvo Cars, выпускался с апреля 1991 по 1997 год с кузовом седан и универсал. Дизайн был разработан Яном Вильсгардом и является последней моделью, созданной им на посту главного дизайнера Volvo.

## История создания

### Разработка
В конце 1980-х годов инженерами компании Volvo была разработана новая платформа автомобиля, для которой были разработаны новые производственные технологии и переоборудован моторный завод Volvo в Шёвде. На этой платформе был разработан Volvo 850 — переднеприводной седан с поперечным расположением двигателя, который пришёл на смену Volvo 240, выпускавшейся уже 18 лет. 

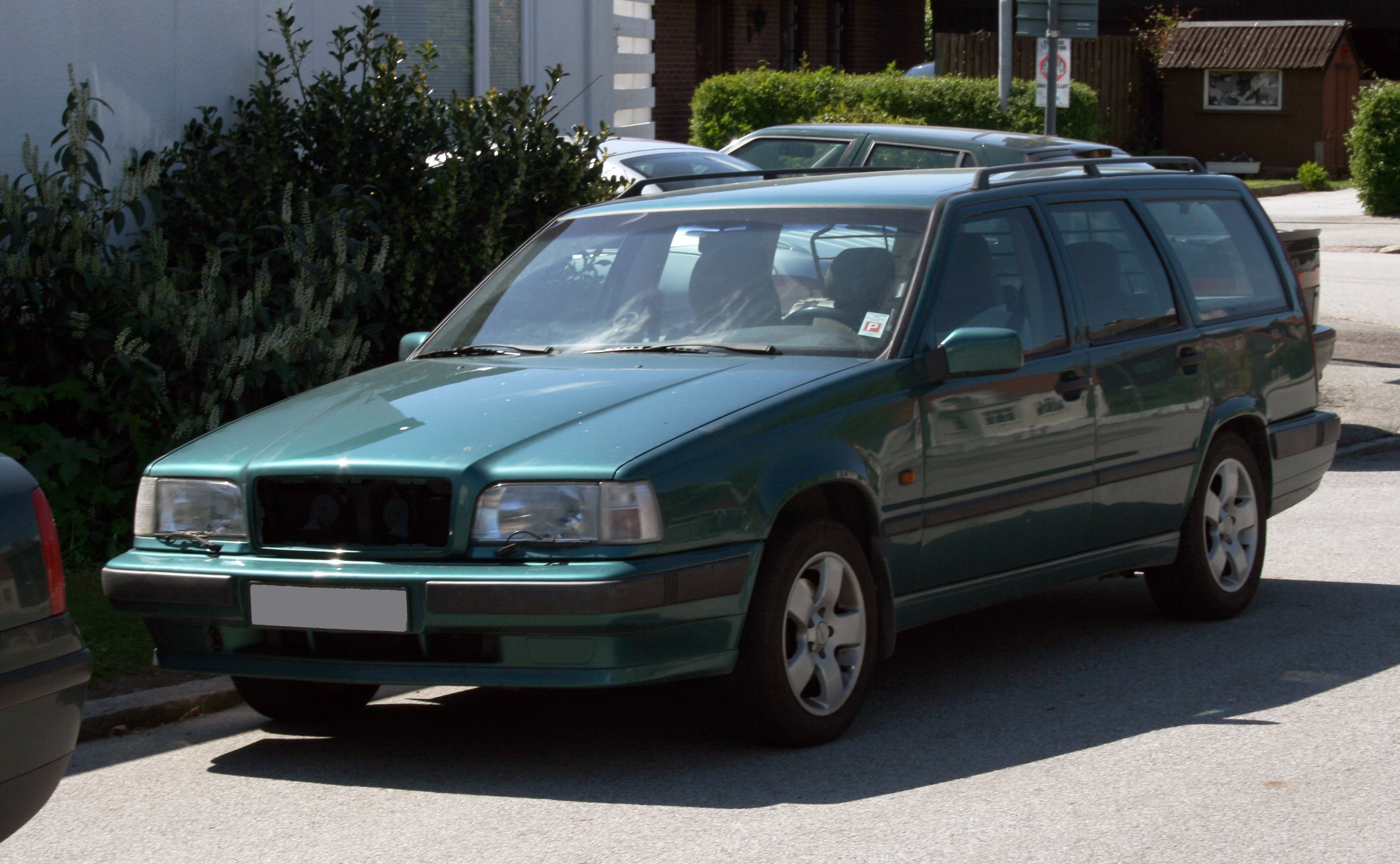
Европейская версия Volvo 850 estate.

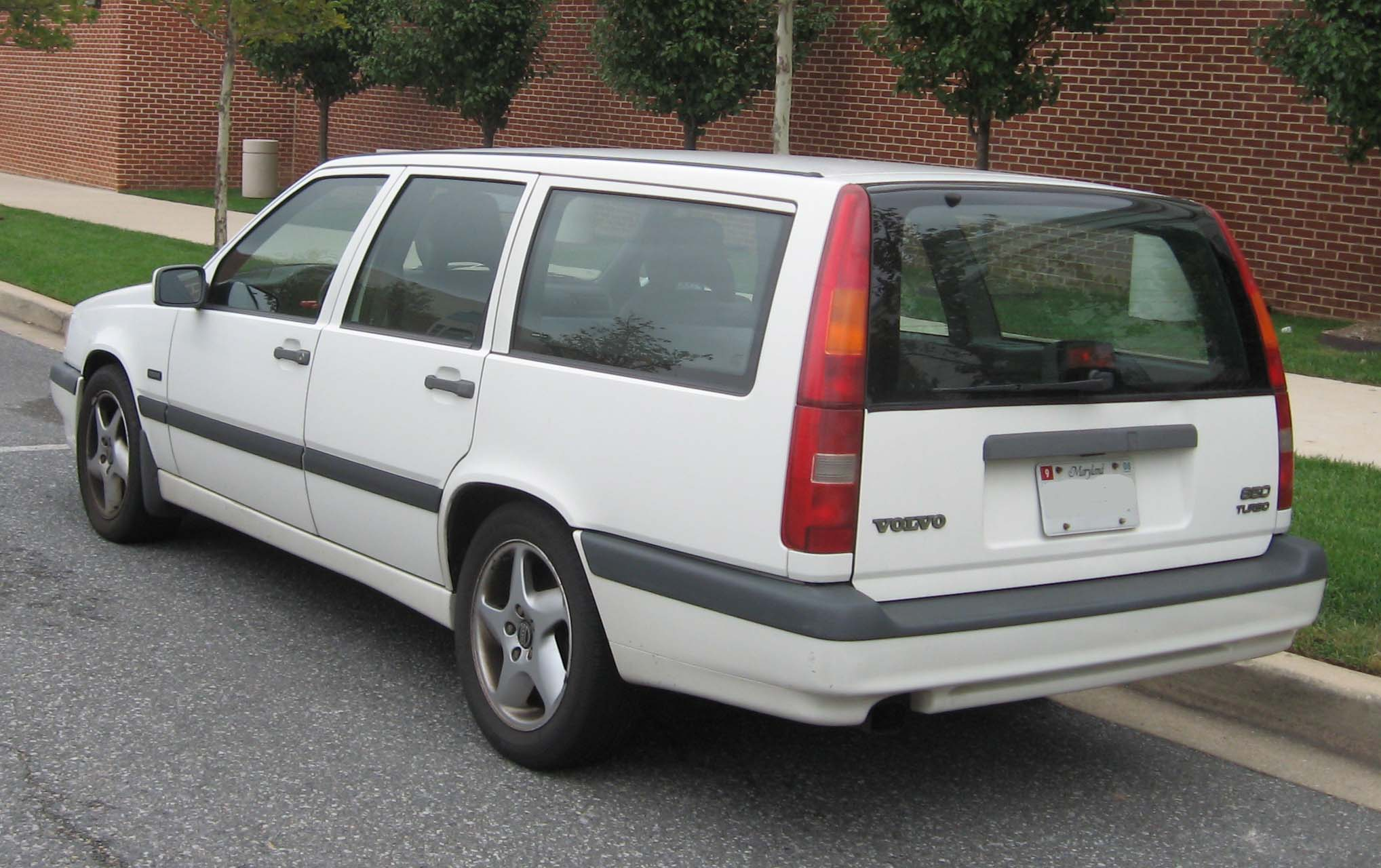
Volvo 850 estate

Новая модель 850 имела принципиальные отличия от всех моделей, производимых Volvo ранее. В дизайне кузова появилась тенденция отказа от прямых линий. Эта модель содержала в себе сразу четыре технических новшества: поперечно расположенный 5-цилиндровый двигатель и передний привод, подруливающую заднюю ось Deltalink, которая комбинировала в себе динамику и комфорт независимой подвески с безопасностью подвижной задней оси, систему защиты от бокового удара SIPS и ремни безопасности передних сидений с преднатяжителями при ударе.
На ней стали использовать подголовники новой конструкции, а рулевая колонка получила более безопасное исполнение и стала регулироваться как по высоте, так и по вылету. Штатно предусмотрено раскладываемое детское место, встроенное в центральный подлокотник заднего сиденья. Кроме того, в стандартное оснащение входят четыре электростеклоподъёмника (в некоторых странах также омыватели фар). Вместимость багажного отделения седана 415 литров.

### Производство
В четверг, 11 апреля 1991 года из сборочного цеха завода компании Volvo в городе Гент выехала первая модель 850 GLT. Премьера новинки состоялась в сентябре 1991 года на автомобильном салоне во Франкфурте.
Позднее частично производство было перенесено на шведский завод в Торсланде. С точки зрения производства для сборки 850 также были применены новые технологии: увеличилось количество роботизированных станков и автоматических систем сборки, для измерений, резки и сварки стали использоваться лазерные установки, а также крупные прессы для изготовления крупных кузовных элементов. Техническая структура сборочного цеха также была реорганизована и упрощена: все точки сборки были полностью автоматизированы, за счёт чего было уменьшено количество рабочих.
На 850-й модели система безопасности состоит из подушек безопасности в ступице рулевого колеса и крышке перчаточного ящика, боковых подушек, установленных в передних сиденьях. На все машины штатно устанавливали систему ABS. Volvo 850 первых лет выпуска отличают широкие передние фары и плоские задние фонари почти правильной прямоугольной формы.
Летом 1992 года была представлена Volvo 850 GLE. Эта модель отличалась от GLT только двигателем. На GLT устанавливался 20-клапанный 5-цилиндровый двигатель мощностью 170 л.с. рабочим объёмом 2,5 л, на GLE ставили этот же мотор, но с 10 клапанами и мощностью 140 л.с.
В мае 1993 года публике представили универсал Volvo 850 Wagon. Автомобиль получился максимально практичным и не уступающим седану в управлении. Длина универсала на 4 см больше седана. Вместительный багажник до 1490 литров удобен для путешествий. Заднее сиденье сделано складывающимся таким образом, чтобы обеспечить максимум свободного места в салоне. Подвеска и двигатели полностью повторяли модель 850 седан. Универсал оказался первой моделью с вертикально расположенными задними фонарями, занимавшими всю заднюю стойку, начиная от нижней кромки задней двери и до самой крыши — это решение Volvo использует и сегодня. Дизайн универсала имеет классические «вольвовские» очертания. Универсал Volvo получил японскую премию за дизайн — «1994 Good Design Grand Prize».

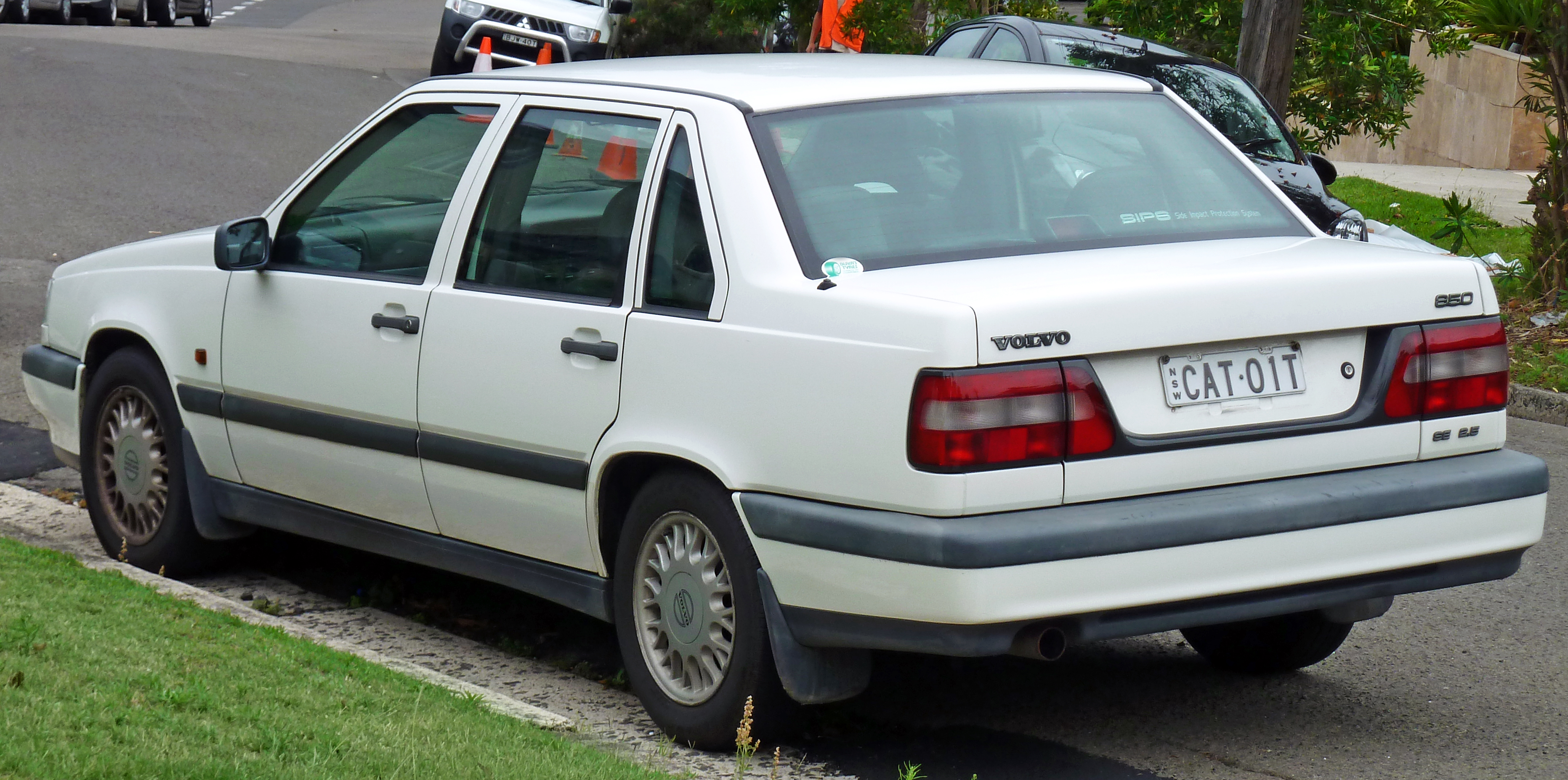
Volvo 850 SE 2.5 седан (Австралия)

Летом 1993 года Volvo представила Т5 — турбированный двигатель для 850-й серии. По сути, это был точно такой же двигатель, как у GLT, только с уменьшенным до 2,3 л объёмом мощностью 225 л. с. , установленной турбиной высокого давления TD04HL-15G,более производительные форсунки, охлаждение поршней маслом, промежуточным охлаждением воздуха.
В 1994 году Volvo 850 претерпел небольшой рестайлинг. После модернизации передние фары сузились, у ближнего и дальнего света появились отдельные секции,  бамперы обрели более мягкие очертания, круглые противотуманные фары, более гладкий руль, клавиши в салоне. Чуть позже добавились новые задние фонари для седана, объединённые элегантно изогнутой перемычкой, протянувшейся под номерной табличкой.
В 1995 году появились диагностические разъёмы OBD 2, Иммобилайзер.

## 850 T-5R
В 1995 году была предложена специальная ограниченная серия 850 T-5R , которая имела коммерческий успех, в результате чего Volvo произвела вторую серию в 1996 году.  Первоначально он должен был называться 850 Plus 5. Автомобиль был любезно обновлён компанией Porsche, которая уже помогла Audi разработать RS2 Avant . Автомобиль был создан на основе 850 Turbo, с использованием двигателя B5234T5 со специальным блоком управления (Bosch № 628 в США и № 629 в ЕС), который добавил дополнительные 2 фунта на кв. дюйм (0,1 бар) давления наддува турбокомпрессора, который кратковременно даёт двигателю дополнительные 18 (13 кВт; 18 л.с.) в общей сложности 243 л.с. (181 кВт) и 250 фунт-футов (340 Нм) крутящего момента. Двигатель был соединён с 4-ступенчатой автоматической коробкой передач или 5-ступенчатой механической коробкой передач, последняя из которых не была доступна в Соединённых Штатах. Несмотря на свой квадратный заниженный вид, он имел коэффициент аэродинамического сопротивления 0,29 и был способен разгоняться от 0 до 60 миль в час (97 км / ч) за 6,9-7,4 секунды (в зависимости от трансмиссии и типа кузова). Максимальная скорость была ограничена электроникой на уровне 152,2 миль / ч (244,9 км / ч). В стандартной комплектации автомобиль оснащался шинами Pirelli P-Zero, обеспечивающими боковое сцепление 0,88g., Модернизированными гидравлическими амортизаторами, увеличенными стабилизаторами поперечной устойчивости. Тюнинг двигателя был разработан совместно с Porsche, как трансмиссия и другие компоненты трансмиссии. Porsche также помогал в разработке некоторых деталей интерьера, таких как кожаные сидения со вставками из алькантары, вставка из алькантары на руле. Но сама анатомия сидения не изменилась по сравнению с Т5. Эти автомобили входили в стандартную комплектацию почти со всеми доступными функциями, было доступно лишь несколько опций - например, задние сиденья с подогревом. На североамериканском рынке можно было выбрать только два варианта: устанавливаемый в багажник чейнджер Alpine на 6 компакт-дисков и бесплатные 16-дюймовые колёса для более плавной и комфортной езды и управляемости по снегу при использовании всесезонных шин.
Также в пакет T-5R 1995 года входили передний бампер с губой, задний спойлер, боковые юбки, полированные алюминиевые накладки на пороги, специальная графитовая кожа и сиденья из кожи со вставками из алькантары, а также чёрный салон с глубокими вставками под дерево орехового дерева. И жёлтая, и чёрная версии поставлялись с одинаковым чёрным салоном в качестве единственного варианта. У T-5R есть дополнительный значок слева от цифры «850» на багажнике, называемый «Значок Motorsport». По умолчанию автомобиль поставлялся с серо-титановыми 5-спицевыми дисками 17×7 «Titan». 1995 год был единственным годом, когда модель получила обозначение «Т-5R»; В следующем году, когда Volvo признала популярность автомобиля, модель была обновлена,улучшена и получила обозначение «850R».
В T-5R в подушках сидений устанавливались боковые подушки безопасности. Боковые подушки безопасности были интегрированы в остальную модельную линейку Volvo в следующем году в качестве опции, а через год стали стандартными; другие производители вскоре последовали их примеру. Автомобиль также был оснащён ранним образцом дневных ходовых огней . Кроме того, как и 940, он имел трёхточечные ремни безопасности на всех пяти сиденьях (ранее у автомобилей был только поясной ремень для центрального заднего сиденья). T-5R также использовал систему диагностики OBDII за год до того, как OBDII стал автомобильным стандартом.
6964 Т-5Р было произведено по всему миру, из которых крупнейшими рынками были Германия (1433), Италия (914; 2,0 турбо), США (876), Япония (749), Нидерланды (489), Великобритания (440), Швеция ( 321), Испании (185) и Канады (103).
Выбор цвета окраски кузова 850 T-5R 1995 года был ограничен:
- Кремово-жёлтый — 2537 автомобилей по всему миру, включая седаны и универсалы. Только 346 седанов этого цвета были импортированы в США; вагонов, всего 49. Cream Yellow продавался на австралийском рынке как «Faded Yellow», чтобы компенсировать неумолимое австралийское солнце. Специалисты из Гётеборга знали о технологии красок 1990-х годов и о том факте, что она не будет сохранять свой глубокий блеск с течением времени, и, следовательно, был придуман умный маркетинговый дескриптор «Блёклый жёлтый».
- Stone Black — 2516 экземпляров по всему миру, включая седаны и универсалы.
- Olive Green metallic —1911 экземпляров по всему миру, включая седан и универсал.

Распределение цветов было ограничено в некоторых странах, т.е. не все страны получили все 3 цвета, Норвегия получила только жёлтый. Также были произведены два белых, два баклажановых и три серых Т-5Р. Белые и баклажанные автомобили были контрольными автомобилями, тогда как серые были произведены в связи с особым спросом на арабском рынке. Оба баклажана, по крайней мере, один серый и хотя бы один белый T-5R были зарегистрированы в Швеции ещё в 2014 году.

### 850 R
Весной 1996 года Volvo представила новый высокопроизводительный Volvo 850 в качестве замены чрезвычайно успешной ограниченной серии T-5R. Volvo решила, что прямого преемника T-5R быть не может, но из-за его успеха Volvo решила разработать новую ещё более высокопроизводительную модель.  Новый автомобиль, основанный на T-5R, назывался 850 R , который снова выпускался либо в версии седана, либо в версии спортивного универсала.
Доступны были цвета: ярко-красный, чёрный камень, тёмно-серый жемчуг, темно-оливковый жемчуг, бирюзовый жемчуг и полярно-белый. На рынке США были доступны только Bright Red, Polar White и Black Stone. Кремово-жёлтый был снят с производства для 850 R. Седан отличался новым дизайном заднего спойлера; спойлер стал теперь стандартным в универсале, на седане же спойлер получил "Плавник". Внутренние обновления были более серьёзными по сравнению с 850 T-5R и включали ковшовые «спортивные» передние сиденья с сильной подкладкой (центральная часть из алькантары с кожаными валиками) и усиленной боковой поддержкой, дверные карты из алькантары, двухцветное кожаное рулевое колесо, колёсные диски 17х7 "Volans" ,либо 16х6,5 "Columba",накладки на пороги из нержавеющей стали «850» и логотип R поверх ковриков. Усилитель мощностью 200 Вт был также добавлен к аудиосистеме с 8 динамиками, как вариант со встроенным CD-плеером SC-805/815 (на некоторых рынках). Модель получила более тонкий по сравнению с T-5R стабилизатор поперечной устойчивости,но при этом более жёсткие амортизаторы и усиленные отбойники амортизатора.
В течение ограниченного времени, только в 1996 году, Volvo предложила новую механическую коробку передач для тяжёлых условий эксплуатации, разработанную специально для 850 R (за исключением рынка США), под названием M59, которая имела дифференциал повышенного трения с вязкостной муфтой. Кроме того, автомобили, оборудованные M59, были оснащены 2,3-литровым 5-цилиндровым двигателем B5234T4 с турбонаддувом большего размера TD04HL-16T, более производительными форсунками Bosch 0280155766, улучшенным ЭБУ Bosch Motronic 0 261 204 225, усиленным сцеплением и полуосями. Эти модификации позволили автомобилям с механической коробкой передач развивать мощность 250 л.с. (186 кВт) и 350 Нм (258 фунт-фут)  против 241 л.с. (179 кВт) и 330 Нм (243 фунт-фут) для автоматической коробки передач. Версия с Автоматической коробкой передач имела по-прежнему двигатель B5234T5, ЭБУ Motronic 4.3 и инжекторы Bosch 0280150785. Разгон до 100км\ч уменьшился до 6,7 сек для версии с механической коробкой передач и 7,1 сек для версии с АКПП.
Из-за ограничения объёма двигателя итальянским правительством, 850R, проданные в Италии, были основаны на 2,0-литровом 850 Turbo . Трансмиссия была стандартной AW / 50-42, используемой во всех 850-х в США, M59 был доступен в других странах.
На улице ни Volvo 850R, ни T-5R особенно не стесняются своего переднеприводного характера. Несмотря на то, что жёсткая подвеска и высокопроизводительные шины обеспечивают жёсткую езду, управляемость автомобилей отличная. Как и рулевое управление, которое острее, чем у базового 850 универсала, и даёт намного больше драйва.

### Volvo 850 AWD
1996 год ознаменовался появлением универсала 850 AWD (All-wheel drive — полный привод). Он стал родоначальником целой плеяды полноприводных Volvo. На автомобиль устанавливался двигатель B5254T объёмом 2,5 л и турбиной низкого давления TD04HL-13G (193 л. с.), разработанный специально для полноприводных Volvo. Единственной доступной трансмиссией была 5-ступенчатая механическая коробка передач. Трансмиссия 4×4 работает следующим образом. В нормальных условиях движения ведущими являются передние колёса. На них подаётся 95 % энергии двигателя, остальное приходится на задние. Когда передние начинают буксовать, виско-муфта по нарастающей перераспределяет энергию к задним колёсам — в итоге может сложиться ситуация, что уже к ним будет подаваться 95 % крутящего момента от двигателя. При необходимости, срабатывает задний межколёсный самоблокирующийся дифференциал, а роль передней блокировки выполняет противобуксовочная система «TRACS». Благодаря такой схеме, полноприводной Volvo очень уверенно прокладывает себе путь, даже если дорога укрыта солидным слоем свежевыпавшего снега. Но на подлинное бездорожье автомобиль не рассчитан.
Клиренс был незначительно увеличен по сравнению с моделями FWD, недавно разработанная многозвенная  задняя ось с задней самовыравнивающейся подвеской (Nivomat) была стандартной. Визуальные особенности включали передние и задние брызговики, выхлопные газы выходили на правую заднюю часть, а бампер был оборудован двумя выходами под насадки выхлопной трубы.

### Продажи
Изначально Volvo 850 был представлен версией GLT с 20-клапанным атмосферным двигателем мощностью 170 л. с. Цена на новый автомобиль в базовой комплектации в Швеции составила 187 900 крон. По цене он оказался между моделями 940 и 960. На рынке новой модели сопутствовал успех, включая самый важный для Volvo рынок США. Глобальные испытания автомобиля подтвердили, что модель 850 оказалась привлекательной для потребителей во всём мире, и ему удалось добиться мирового признания — всего Volvo 850 получил почти 50 международных призов и высоких званий. В период с 1991 по 1997 год было произведено 716 903 автомобиля с эмблемой Volvo 850. Из них в кузове седан — 390 835, в кузове универсал — 326 068.
Появившись на рынке, 850-я стоила в Германии в 1992 году 47 500 DM. В 1993—1994 годах в стоимость автомобиля в комплектации GLE составляли 45 700 DM, GLT — 49 900 DM.
На рынке США Volvo 850 поступила в продажу 24 октября 1992 года как автомобиль 1993 модельного года. Стоимость на седан 850 GLT с механической коробкой передач начиналась от 24 100 долларов.
В России в 1993—1994 годах стоимость составляла: Volvo 850 GLE (140 л. с.) — 19 700 $, 850 GLT (170 л. с.) — 22 200 $, 850 T5 (225 л. с.) — 24 700 $. Цены за базовую модель седан с механической коробкой передач и без учёта таможенных пошлин, доплата за кузов универсал и за автоматическую коробку передач составляла по 1100 долларов.
В январе 1995 года за только что появившуюся модель T5R в Великобритании просили за седан 27 800 фунтов, за универсал 28 840 фунтов. В качестве опций предлагали подушку безопасности пассажира за 30 фунтов и автоматическую коробку передач за 935 фунтов.
| Модель        | Тип кузова | Двигатель, см³ | Мощность, л. с. | Цена 1992 год | Цена 1994 год | Цена 1995 год |
| ------------- | ---------- | -------------- | --------------- | ------------- | ------------- | ------------- |
| Volvo 850 GLE | седан      | 2435           | 140             |               | 45 700 DM     | 45 500 DM     |
| Volvo 850 GLT | седан      | 2435           | 170             | 47 500 DM     | 49 900 DM     | 48 500 DM     |
| Volvo 850 T-5 | седан      | 2319           | 225             |               |               | 59 700 DM     |
| Volvo 850 GLE | универсал  | 2435           | 140             |               |               | 45 500 DM     |
| Volvo 850 GLT | универсал  | 2435           | 170             |               |               | 48 500 DM     |

| Рынок             | 1992 | 1993   | 1994   | 1995   | 1996   | 1997   |
| ----------------- | ---- | ------ | ------ | ------ | ------ | ------ |
| Швеция            | 9894 | 13 967 | 22 343 | 24 147 | 22 229 | 25 972 |
| Германия          | 3088 | 7965   | 12 685 | 16 543 | 17 155 | 17 665 |
| США               | 5202 | 28 367 | н/д    | н/д    | н/д    | н/д    |
| Великобритания    | 0    | 6815   | 10 746 | н/д    | 13 147 | н/д    |
| Франция           | 2063 | 2835   | 2518   | 1499   | 3155   | н/д    |
| Италия            | н/д  | н/д    | 8925   | н/д    | 10 342 | н/д    |
| Швейцария         | н/д  | 1779   | 2092   | н/д    | 2703   | н/д    |
| Нидерланды        | 2800 | 2199   | 3621   | 4404   | 4429   | 0      |
| Бельгия           | н/д  | н/д    | 2028   | н/д    | 3661   | н/д    |
| Россия            | 826  | 1489   | 1022   | 957    | 2114   | 370    |
| Норвегия          | н/д  | 694    | 2701   | н/д    | 2308   | н/д    |
| Финляндия         | н/д  | 887    | 1568   | н/д    | 2283   | н/д    |
| Испания           | н/д  | н/д    | 2487   | н/д    | н/д    | н/д    |
| Европа (17 стран) | н/д  | 45 454 | 74 227 | 91 036 | 87 174 | н/д    |

В период с 1993 по 1996 годы Volvo 850 занимал первое место по продажам в Швеции. Его доля рынка доходила до 14,4 % от всех проданных автомобилей.

### Производство
| Страна  | 1991 | 1992   | 1993    | 1994    | 1995    | 1996    |
| ------- | ---- | ------ | ------- | ------- | ------- | ------- |
| Швеция  | 0    | 0      | 0       | 17 100  | 40 000  | 45 100  |
| Бельгия | 7400 | 57 000 | 102 700 | 147 600 | 144 100 | 138 000 |
| Всего   | 7400 | 57 000 | 102 700 | 164 700 | 184 100 | 183 100 |

| Год производства | 1991—1992 | 1992—1993 | 1993—1994 | 1994—1995 | 1995—1996 | 1996—1997 | Всего   |
| ---------------- | --------- | --------- | --------- | --------- | --------- | --------- | ------- |
| седан            | 28 922    | 69 341    | 73 241    | 88 430    | 78 867    | 52 034    | 390 727 |
| универсал        | 0         | 11 605    | 65 073    | 88 961    | 95 246    | 65 183    | 326 703 |

## Двигатели
| Модификация                           | Двигатель                            | Турбо                      | Система впрыска       | Мощность                                        | Крутящий момент           | Трансмиссия                                    | Скоростные показатели                          |
| ------------------------------------- | ------------------------------------ | -------------------------- | --------------------- | ----------------------------------------------- | ------------------------- | ---------------------------------------------- | ---------------------------------------------- |
| 2.0 10V                               | B5202 2,0 л, 1984 см³ I5 10V         | Нет                        | Siemens Fenix 5.2     | 126 л. с. при 6100 об./мин.                     | 170 Н-м при 4800 об./мин. | M56 5-МКПП                                     |                                                |
| 2,0 20V                               | B5204 2,0 л, 1984 см³ I5 20V         | Нет                        | Bosch Motronic 4.3    | 143 л. с. при 6500 об./мин.                     | 184 Н-м при 3800 об./мин. | M56 5-МКПП                                     | 0—100 км/ч — 10,5 с; макс. скорость — 203 км/ч |
| 2,0 T-5 (некоторые европейские рынки) | B5204T 2,0 л, 1984 см³ I5 20V Turbo  | Да                         | Bosch Motronic 4.3    | 210 л. с. при 5400 об./мин.                     | 300 Н-м при 1900 об./мин. | M56 5-МКПП / 4-АКПП                            | 0—100 км/ч — 7,1 с; макс. скорость — 229 км/ч  |
| 2,0 T-5R (на некоторых рынках)        | B5204T3 2,0 л, 1984 см³ I5 20V Turbo | Да                         | Bosch Motronic 4.3    | 225 л. с. при 5400 об./мин.                     | 300 Н-м при 1900 об./мин. | M56 5-МКПП / 4-АКПП                            | 0—100 км/ч — 7,0 с; макс. скорость — 229 км/ч  |
| 2,4 10V                               | B5252 2,4 л, 2435 см³ I5 10V         | Нет                        | Siemens Fenix 5.2     | 144 л. с. при 5400 об./мин.                     | 206 Н-м при 3600 об./мин. | M56 5-МКПП / 4-АКПП                            |                                                |
| 2,4 20V                               | B5254 2,4 л, 2435 см³ I5 20V         | Нет                        | Bosch LH 3.2 Jetronic | 170 л. с. при 6200 об./мин.                     | 220 Н-м при 3300 об./мин. | M56 5-МКПП / 4-АКПП                            | 0—100 км/ч — 9,2 с; макс. скорость — 216 км/ч  |
| 2,4T AWD                              | B5254T 2,4 л, 2435 см³ I5 20V Turbo  | Да (Mitsubishi 13g turbo)  | Bosch Motronic 4.4    | 193 л. с. при 5100 об./мин.                     | 270 Н-м при 1800 об./мин. | М58 5-МКПП                                     | 0—100 км/ч — 7,8 с; макс. скорость — 225 км/ч  |
| T-5 (Турбо)                           | B5234T 2,3 л, 2319 см³ I5 20V Turbo  | Да (Mitsubishi TD04HL-15G) | Bosch Motronic 4.3    | 225 л. с. при 5200 об./мин.                     | 300 Н-м при 2000 об./мин. | M56 5-МКПП / 4-АКПП                            | 0—100 км/ч — 7,3 с; макс. скорость — 240 км/ч  |
| T-5R (АКПП)                           | B5234T5 2,3 л, 2319 см³ I5 20V Turbo | Да (Mitsubishi TD04HL-15G) | Bosch Motronic 4.3    | 225 л. с., со временным повышением до 243 л. с. | 300 Н-м                   | AW42-50LE 4-АКПП                               | 0—100 км/ч — 7,4 с; макс. скорость — 240 км/ч  |
| T-5R (МКПП)                           | B5234T5 2,3 л, 2319 см³ I5 20V Turbo | Да (Mitsubishi TD04HL-15G) | Bosch Motronic 4.3    | 225 л. с., со временным повышением до 243 л. с. | 340 Н-м при 2000 об./мин. | M56 5-МКПП                                     | 0—100 км/ч — 6,9 с; макс. скорость — 250 км/ч  |
| R (АКПП)                              | B5234T5 2,3 л, 2319 см³ I5 20V Turbo | Да (Mitsubishi TD04HL-15G) | Bosch Motronic 4.3    | 241 л. с.                                       | 330 Н-м                   | AW42-50LE 4-АКПП                               | 0—100 км/ч — 7,1 с; макс. скорость — 240 км/ч  |
| R (МКПП)                              | B5234T4 2,3 л, 2319 см³ I5 20V Turbo | Да (Mitsubishi TD04HL-16T) | Bosch Motronic 4.4    | 250 л. с. при 5400 об./мин.                     | 350 Н-м при 2400 об./мин. | M59 5-МКПП с дифференциалом повышенного трения | 0—100 км/ч — 6,7 с; макс. скорость — 250 км/ч  |
| TDI                                   | D5252T 2,5 л, 2461 см³ I5 10V Turbo  | Да                         | Bosch MSA             | 140 л. с.                                       | 290 Н-м                   | M56 5-МКПП / 4-АКПП                            | макс. скорость — 200 км/ч                      |